# Championnat du monde féminin de curling 1994
Navigation
Édition précédente Édition suivante
Le Championnat du monde féminin de curling 1994, seizième édition des championnats du monde de curling, a eu lieu du 10 au 17 avril 1994 à Oberstdorf, en Allemagne. Il est remporté par le Canada.